# Petrovičky (district de Jičín)
Petrovičky (en allemand : Klein Petrowitz) est une commune du district de Jičín, dans la région de Hradec Králové, en Tchéquie. Sa population s'élevait à 51 habitants en 2022.

## Géographie
Petrovičky se trouve à 8 km au sud-sud-ouest de Hořice, à 19 km au nord-ouest de Hradec Králové, à 24 km au sud-est de Jičín et à 87 km à l’est-nord-est de Prague.
La commune est limitée par Sukorady au nord, par Bříšťany au nord-est, par Pšánky à l'est et au sud-est, et par Petrovice au sud, à l'ouest et au nord-ouest.

## Histoire
La première mention écrite de la localité date de 1393.

## Transports
Par la route, Petrovičky se trouve à 9,5 km de Hořice, à 24 km de Hradec Králové, à 32 km de Jičín et à 109 km de Prague. 